# تیکوستئوس
تیکوستئوس (نام علمی: Tichosteus) نام یک سرده از راسته پرنده‌کفلان است.